# Château de Kermadio
Le château de Kermadio, est un château de la fin du XVIIIe siècle situé à Pluneret (Morbihan). Le personnage le plus célèbre qui y séjourna reste la Comtesse de Ségur, elle s'en inspira d'ailleurs pour écrire certains de ses ouvrages, tels que Les Malheurs de Sophie, Jean qui grogne et Jean qui rit, ou encore Après la pluie, le beau temps.

## Architecture
Le château de Kermadio est une grande bâtisse accolée à deux tours carrées et coiffée de toits massifs d'où sortent de multiples lucarnes sur les faces externes. En façade, un escalier bordé d'une rampe en fer forgé ouvragée se déploie.

## Le domaine d'aujourd'hui
Après avoir traversé les âges, le château d'aujourd'hui appartient à M. et Mme Le Grouyer décidés à redonner une seconde vie au château. Il comporte actuellement plusieurs appartements louables à la semaine. Le château n'est pas entièrement rénové, seuls les appartements de location et le parc le sont. Le parc du château complètement rénové est très vaste, il comporte entre autres un bois, une prairie, une piscine, un terrain de tennis ainsi que d'autres possibilités d'activités de plein air.